# Robert W. Holley

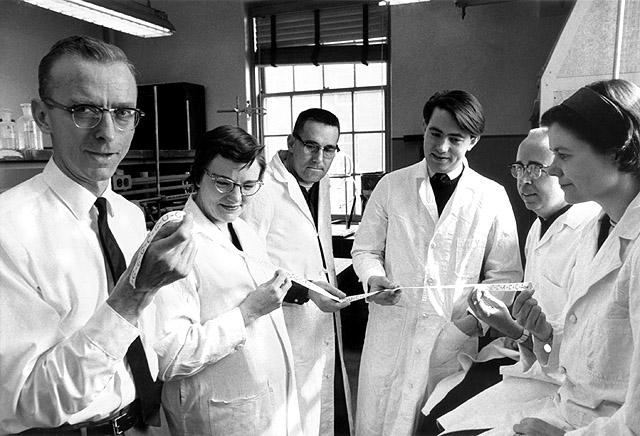
Robert W. Holley (links)

Robert William Holley (* 28. Januar 1922 in Urbana, Illinois, USA; † 11. Februar 1993 in Los Gatos, Kalifornien, USA) war ein US-amerikanischer Biochemiker und Nobelpreisträger.
Holley war der Sohn von Lehrern. Er studierte ab 1938 Chemie an der University of Illinois at Urbana-Champaign mit dem Bachelor-Abschluss 1942. Er setzte sein Studium an der Cornell University fort mit der Dissertation zu einem Thema aus der organischen Chemie und der Promotion zum Ph. D. 1947 und war danach Dozent am State College of Washington in Seattle. 1948 wurde er Assistant Professor, 1957 Associate Professor und später Professor für Biochemie an der Cornell University, wobei er nebenbei bis 1964 als Forschungschemiker für das US Plant, Soil and Nutrition Laboratory arbeitete. Ab 1968 war er Resident Fellow am Salk Institute in La Jolla und daneben Adjunct Professor an der University of California, San Diego.
Holley gelang im Jahr 1962 erstmals die Isolierung einer transfer-RNA, zwei Jahre später sequenzierte er die Alanin-tRNA. Das war die erste t-RNA, die sequenziert wurde (77 Nukleotide, später auf 76 korrigiert). Darauf aufbauend schlug er 1965 die Kleeblattstruktur der t-RNA vor, die sich auch bei anderen Vertretern der t-RNA bestätigte. Später arbeitete er über die Kontrollsubstanzen der Zellteilung bei Säugetieren.
1965 erhielt Holley den Albert Lasker Award for Basic Medical Research, 1966 wurde er in die American Academy of Arts and Sciences gewählt, 1968 in die National Academy of Sciences. 1967 erhielt er den National Academy of Sciences Award in Molecular Biology und 1968 gemeinsam mit Har Gobind Khorana und Marshall Warren Nirenberg den Nobelpreis für Physiologie oder Medizin für die Interpretation des genetischen Codes und seiner Funktion bei der Proteinsynthese.